# 涼山瀑布
22°40′30.25″N 120°38′48.40″E / 22.6750694°N 120.6467778°E
涼山瀑布位於屏東縣瑪家鄉的涼山村，為茂林國家風景區內著名的瀑布景觀。

## 簡介
涼山瀑布可分為三層(或內外層)，第一層（外層）瀑布落差約15公尺，水流涓細秀麗，順著山間隙縫傾流直下匯集成潭，水質清澈冰涼，許多遊客在此烤肉、戲水(目前涼山瀑布全區禁止生火炊煮)，部分民眾更利用瀑布直接沖擊作健身浴。第三層（內層）瀑布落差約70公尺，雨季時氣勢磅礡，遠處即可聽見瀑布澎湃的水聲，走近瀑布時更水珠四濺，清涼襲人，適合賞溪及觀石。由外層至內層瀑布約需40分鐘的路程，步行到內層瀑布之前，還有一段路程需要涉水，別有一番趣味，惟路徑小而溼滑，當心滑倒。雖然涼山瀑布水量豐富終年不竭，但因南部地區半年乾季，故較適合雨季後的觀光旅遊。著名的「涼山情歌」，正是源於涼山瀑布的美景而譜成。 備註:目前涼山瀑布全區禁止生火炊煮。

## 交通資訊
- 自行開車：由國道3號下長治交流道，轉台24線水源路往三地門鄉方向至185線忠孝路右轉，過涼山隧道（沿山公路）里程約29.5公里處，即是涼山公園[2]。
- 大眾運輸：搭乘台鐵至屏東火車站，轉承屏東客運8227線【屏東－三地門】公車，於隘寮站下車，步行20分鐘即到達。

## 解
1. ↑  根據《臺灣通用電子地圖【NLSC】》、《臺灣通用正射影像【NLSC】》對照。

## 外部連結
- 在Panoramio的涼山瀑布第一層（外層）影像
- 在Panoramio的涼山瀑布第二層影像
- 在Panoramio的涼山瀑布第三層（內層）影像